# Championnats d'Océanie de BMX
Les championnats d'Océanie de BMX se déroulent chaque année depuis 2011. Organisés par la Confédération océanienne de cyclisme, ils octroient les titres de champions continentaux dans les disciplines de BMX.

## Histoire
Les championnats ont lieu pour la première fois en 2011, en prévision des Jeux olympiques d'été de 2012, où les courses de BMX sont au programme pour la deuxième fois. Jusqu'à présent, les compétitions ont toujours eu lieu en Australie ou en Nouvelle-Zélande, et ces pays représentent également la majeure partie des participants. Les deux premières éditions sont conçues comme des « championnats open » et comptent plusieurs participants américains,. Depuis 2013, seuls les athlètes océaniens sont autorisés à y participer et l'UCI les reconnaît également comme des championnats continentaux, leur donnant ainsi le nombre de points correspondants sur les classements mondiaux UCI.
Les éditions 2020 et 2021 sont annulées en raison de la pandémie de covid-19. Des compétitions dans les catégories élites et juniors (17/18 ans) sont organisées depuis le début. La catégorie des espoirs (moins de 23 ans) est été introduites de manière analogue aux championnats du monde de BMX de 2022.

## Éditions
| Année     | Lieu               | Ville              |
| --------- | ------------------ | ------------------ |
| 2011      | Nouvelle-Zélande   | Pukekohe           |
| 2012      | Australie          | Nerang             |
| 2013      | Australie          | Brisbane           |
| 2014      | Australie          | Shepparton         |
| 2015      | Australie          | Brisbane           |
| 2016      | Nouvelle-Zélande   | Auckland           |
| 2017      | Australie          | Bathurst           |
| 2018      | Australie          | Bunbury            |
| 2019      | Nouvelle-Zélande   | Te Awamutu         |
| 2020-2021 | Pas de compétition | Pas de compétition |
| 2022      | Australie          | Brisbane           |
| 2023      | Nouvelle-Zélande   | Rotorua            |
| 2024      | Australie          | Brisbane           |
| 2025      | Nouvelle-Zélande   | New Plymouth       |

## Palmarès masculin

### Podiums élites
| Année | Or                      | Argent                | Bronze                   |
| 2011  | Marc Willers (NZL)      | David Herman          | Brian Kirkham (AUS)      |
| 2012  | Brian Kirkham (AUS)     | Khalen Young (AUS)    | Connor Fields            |
| 2013  | Sam Willoughby (AUS)    | Joshua Callan (AUS)   | Anthony Dean (AUS)       |
| 2014  | Sam Willoughby (AUS)    | Anthony Dean (AUS)    | Corey Frieswyk (AUS)     |
| 2015  | Max Cairns (AUS)        | Bodi Turner (AUS)     | Joshua Callan (AUS)      |
| 2016  | Trent Jones (NZL)       | Matthew Juster (AUS)  | Corey Frieswyk (AUS)     |
| 2017  | Kai Sakakibara (AUS)    | Matthew Juster (AUS)  | Aaron Nottle (AUS)       |
| 2018  | Corey Frieswyk (AUS)    | Brandon Te Hiko (AUS) | Tristyn Kronk (AUS)      |
| 2019  | Kai Sakakibara (AUS)    | Brandon Te Hiko (AUS) | Bradley Game (AUS)       |
| 2022  | Bodi Turner (AUS)       | Matt Krasevskis (AUS) | Max Cairns (AUS)         |
| 2023  | Bodi Turner (AUS)       | Max Cairns (AUS)      | Aston Wypych-Coles (AUS) |
| 2024  | Joshua Mclean (AUS)     | Michael Bias (NZL)    | Jesse Asmus (AUS)        |
| 2025  | Bennett Greenough (NZL) | Jesse Asmus (AUS)     | Oliver Moran (AUS)       |

### Podiums moins de 23 ans
| Année | Or                 | Argent                  | Bronze                  |
| 2022  | Jack Davis (AUS)   | Kyle Hill (AUS)         | Bennett Greenough (NZL) |
| 2023  | Jesse Asmus (AUS)  | Matthew Tidswell (AUS)  | Bennett Greenough (NZL) |
| 2024  | Oliver Moran (AUS) | Bennett Greenough (NZL) | Jordan Callum (AUS)     |
| 2025  | Joel Marsh (AUS)   | Jordan Callum (AUS)     | Joshua Jolly (AUS)      |

### Podiums juniors
| Année | Or                     | Argent               | Bronze                 |
| 2011  | Daniel Franks (NZL)    | Nick Fox (NZL)       | Darryn Goodwin (AUS)   |
| 2012  | Corey Frieswyk (AUS)   | Jack Buchhorn (AUS)  | Joshua Lathwell (AUS)  |
| 2013  | Aaron Nottle (AUS)     | Kerrod Connors (AUS) | Kai Sakakibara (AUS)   |
| 2014  | Max Cairns (AUS)       | Kai Sakakibara (AUS) | Brandon Te Hiko (AUS)  |
| 2015  | Joshua McLean (AUS)    | Connor Pratt (AUS)   | Brandon Te Hiko (AUS)  |
| 2016  | Maynard Peel (NZL)     | Joshua Boyton (AUS)  | Matthew White (AUS)    |
| 2017  | Maynard Peel (NZL)     | Izaac Kennedy (AUS)  | Kyle Hill (AUS)        |
| 2018  | Nathaniel Rodway (AUS) | Kyle Hill (AUS)      | Cailen Calkin (NZL)    |
| 2019  | Tasman Wakelin (NZL)   | Jack Davis (AUS)     | Matthew Tidswell (AUS) |
| 2022  | Joel Marsh (AUS)       | Jack Greenough (NZL) | Tristan Scott (AUS)    |
| 2023  | Noah Elton (AUS)       | Jack Greenough (NZL) | Joshua Jolly (AUS)     |
| 2024  | Preston Murray (AUS)   | Finn Cogan (NZL)     | Jai Copland (AUS)      |
| 2025  | Aaron Donald (AUS)     | Preston Murray (AUS) | Cameron Gatt (AUS)     |

## Palmarès féminin

### Podiums élites
| Année | Or                      | Argent                  | Bronze                  |
| 2011  | Sarah Walker (NZL)      | Lauren Reynolds (AUS)   | Caroline Buchanan (AUS) |
| 2012  | Caroline Buchanan (AUS) | Melinda McLeod (AUS)    | Lauren Reynolds (AUS)   |
| 2013  | Caroline Buchanan (AUS) | Melinda McLeod (AUS)    | Lauren Reynolds (AUS)   |
| 2014  | Caroline Buchanan (AUS) | Lauren Reynolds (AUS)   | Rachel Jones (AUS)      |
| 2015  | Lauren Reynolds (AUS)   | Caroline Buchanan (AUS) | Rachel Jones (AUS)      |
| 2016  | Sarah Walker (NZL)      | Caroline Buchanan (AUS) | Lauren Reynolds (AUS)   |
| 2017  | Leanna Curtis (AUS)     | Rebecca Petch (NZL)     | Rachel Jones (AUS)      |
| 2018  | Sarah Walker (NZL)      | Rebecca Petch (NZL)     | Sarah Jones (AUS)       |
| 2019  | Saya Sakakibara (AUS)   | Sarah Walker (NZL)      | Rebecca Petch (NZL)     |
| 2022  | Rebecca Petch (NZL)     | Erin Lockwood (AUS)     | Gemma-Lee Thomas (AUS)  |
| 2023  | Saya Sakakibara (AUS)   | Megan Williams (NZL)    | Erin Lockwood (AUS)     |
| 2024  | Sienna Pal (AUS)        | Leila Walker (NZL)      | Megan Williams (NZL)    |
| 2025  | Leila Walker (NZL)      | Megan Williams (NZL)    | Teya Rufus (AUS)        |

### Podiums moins de 23 ans
| Année | Or                     | Argent                 | Bronze               |
| 2022  | Des'ree Barnes (AUS)   | Baylee Luttrell (NZL)  | Kiana Botfield (AUS) |
| 2023  | Baylee Luttrell (NZL)  | Amber Robson (NZL)     |                      |
| 2024  | Bella May (AUS)        | Isabelle Schramm (AUS) | Brooke Penny (NZL)   |
| 2025  | Isabella Schramm (AUS) | Brooke Penny (NZL)     | Mia Webster (AUS)    |

### Podiums juniors
| Année | Or                    | Argent                | Bronze               |
| 2012  | Chelsea King (AUS)    | Rachel Jones (AUS)    | Sarah Harvey (AUS)   |
| 2013  | Sarah Harvey (AUS)    | Rachel Jones (AUS)    | Jade Parker (AUS)    |
| 2014  | Jade Parker (AUS)     | Ashleigh Gunn (AUS)   | Rachelle Smith (AUS) |
| 2015  | Zoe Fleming (NZL)     | Rebecca Petch (NZL)   | Rachelle Smith (AUS) |
| 2016  | Saya Sakakibara (AUS) | Rebecca Petch (NZL)   | Zoe Fleming (NZL)    |
| 2017  | Saya Sakakibara (AUS) | Sara Jones (AUS)      | Jenna Williams (AUS) |
| 2018  | Ashlee Miller (AUS)   | Molly McGill (AUS)    | Edan Whitloc (AUS)   |
| 2019  | Jessie Smith (NZL)    | Baylee Luttrell (NZL) | Kiana Botfield (AUS) |
| 2022  | Leila Walker (NZL)    | Megan Williams (NZL)  | Bella May (AUS)      |
| 2023  | Leila Walker (NZL)    | Teya Rufus (AUS)      | Sienna Pal (AUS)     |
| 2024  | Teya Rufus (AUS)      | Charlotte Guy (AUS)   | Kameli Jones (AUS)   |
| 2025  | Lily Greenough (NZL)  | Charlotte Guy (AUS)   |                      |